# Vladimir Makeranets
Vladimir Makeranets (russisk: Влади́мир Ильи́ч Макера́нец) (født 6. maj 1947 i Jekaterinburg i Sovjetunionen, død 20. februar 2024) var en russisk filminstruktør.

## Filmografi
- Ty est... (Ты есть…, 1993)
- Zolotoj poloz (Золотой полоз, 2007)[2][3]